# 石津栄一
石津 栄一（榮一、いしづ えいいち、1924年（大正13年）4月24日 - 2009年（平成21年）1月18日）は、昭和から平成時代の政治家。愛媛県川之江市長。

## 経歴
川之江市出身。建築業を営む家に育ち、関西工業学校建築科の夜間部に学んだ。1943年（昭和18年）同校卒業。戦時中は海軍航空隊へ志願し、瑞鶴乗組となった。
復員後は代用教員を経て、愛媛県立川之江高等学校定時制に学び、1950年（昭和25年）卒業。家業を継ぎ、のち礎工業社長となった。
1951年（昭和26年）川之江町議会議員に28歳で初当選。その後、川之江市議会議員2期を経て、1974年（昭和49年）以来、川之江市長に4選。1990年（平成2年）落選した。2009年（平成21年）1月18日死去、84歳。死没日をもって正五位に叙される。

## 栄典
勲章等
- 1994年（平成6年） - 勲四等旭日小綬章[2]
- 2009年（平成21年） - 正五位